# Calomfirești
Calomfirești – wieś w Rumunii, w okręgu Teleorman, w gminie Poroschia. W 2011 roku liczyła 1034 mieszkańców.